# Fischbach
Fischbach é uma comuna da Suíça, no Cantão Lucerna. Em 2017 possuía 706 habitantes. Estende-se por uma área de 8,05 km², de densidade populacional de 87,7 hab/km². Confina com as seguintes comunas: Ebersecken, Gondiswil (BE), Grossdietwil, Ufhusen, Zell.
A língua oficial nesta comuna é o Alemão.

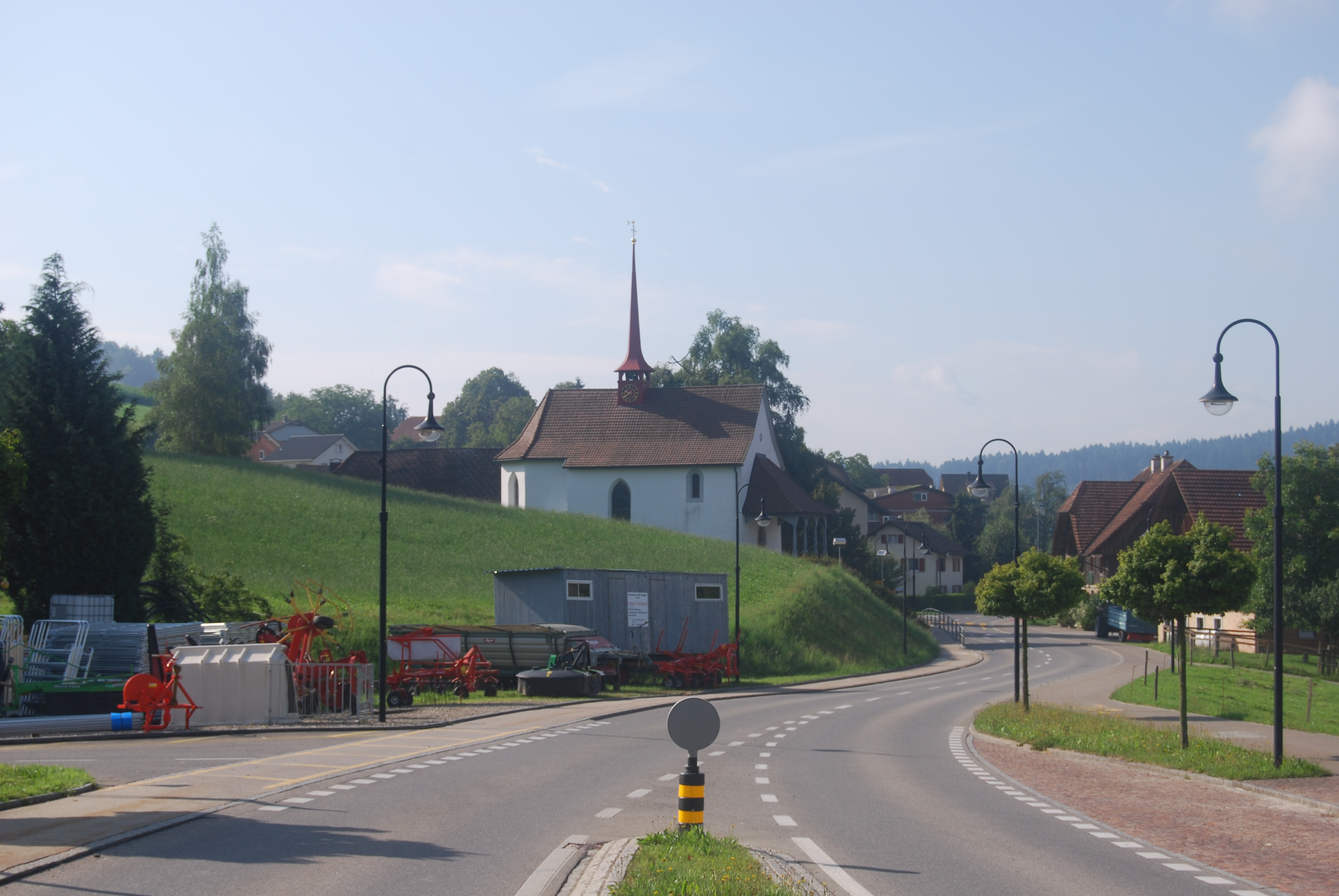
Fischbach.